# Dækkeserviet
En dækkeserviet er et mindre, men kraftigt, klæde, som for at skåne bordet eller dugen placeres mellem dug og tallerken ved opdækning af et frokost- eller middagsbord. Hver kuvert har sin egen dækkeserviet (disse er som oftest identiske), og når måltidet er overstået, og alle har forladt bordet og servicen er taget ud, kan dækkeservietterne samles ind; med lidt held er dugen således skånet for pletter.
- Wikimedia Commons har flere filer relateret til Dækkeserviet